# Finky
Finky ist ein Filmdrama von Dathaí Keane, das am 11. Juli 2019 beim Galway Film Fleadh seine Premiere feierte.

## Handlung
Um seiner Vergangenheit zu entkommen, stiehlt der Musiker und Puppenspieler Micí Finky Ó Foghlú einen Umschlag voller Bargeld und flieht mit seinem Freund aus Kindertagen, Tom Tom Ó Conghaile, nach Schottland, um ein neues Leben zu beginnen. In ihrer ersten Nacht in Glasgow wird Finky Opfer eines Überfalls und ist hiernach von der Hüfte abwärts gelähmt.
Völlig am Ende und ohne Lebensperspektive wird er von Carnival Chaotica, einer avantgardistischen Zirkustruppe, angeworben.

## Produktion
Regie führte Dathaí Keane, der gemeinsam mit Diarmuid de Faoite auch das Drehbuch schrieb. Es handelt sich nach mehreren Serien um Keanes Regiedebüt bei einem Spielfilm.
Die Titelrolle von Micí Finky Ó Foghlú wurde mit Dara Devaney besetzt, der bereits in An Klondike, einer Miniserie bei der Keane Regie führte, in der Hauptrolle zu sehen war. Eoin Geoghegan spielt seinen Freund Tom Tom Ó Conghaile. Keanes Drehbuch-Koautor de Faoite spielt im Film Bang Bang Mac Aonghusa. Weitere Rollen wurden mit Fionnuala Gygax und Ned Dennehy besetzt.
Die Dreharbeiten fanden in Ballinasloe im Osten des County Galway in Irland und im schottischen Glasgow statt und wurden Mitte Dezember 2018 beendet. Als Kameramann fungierte Cathal Watters. Die Ausstattung stammt von Mark Kelly, das Kostümdesign von Triona Lillis.
Die Filmmusik komponierte Steve Lynch. Für die Aufnahme arbeitete er mit dem Budapest Scoring Orchestra & Choir zusammen.
Ab 11. Juli 2019 wurde der Film beim Galway Film Fleadh vorgestellt. Ende Oktober 2019 wurde er beim Tallinn Black Nights Film Festival gezeigt.

## Auszeichnungen
Galway Film Fleadh 2019
- Auszeichnung für die Beste Kamera in einem irischen Spielfilm (Cathal Watters)[5]

Irish Academy Awards 2020
- Nominierung als Bester Hauptdarsteller (Dara Devaney)
- Nominierung für das Beste Makeup & Hair (Louise Myler)[6]

Tallinn Black Nights Film Festival 2019
- Nominierung im First Feature Competition (Dathai Keane)[7]